# 수야브

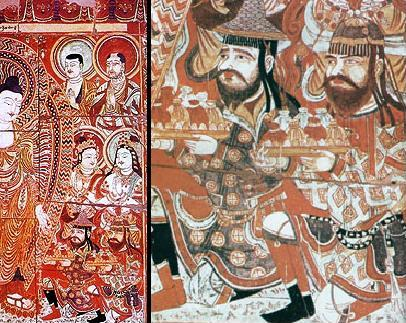

수야브(페르시아어: سوی آب)는 실크로드에 위치했던 도시로, 지금의 키르기스스탄의 추강계곡에 있으며, 지금의 비슈케크의 동쪽으로 50km, 토크마크에서 남서쪽으로 8km 떨어져 있다.

## 역사
통엽호가한(統葉護可汗) 때부터 서돌궐의 수도였다.
766년에는 카를루크에 함락되었다.
그 뒤의 역사는 자세히 기록되어 있지 않다. 11세기 전후에 도시를 비우고 발라사군으로 이주한 것으로 추정된다.